# Adrian Bumbescu
Adrian Bumbescu [adrijan bumbesku] (* 23. února 1960, Craiova, Rumunsko) je bývalý rumunský fotbalový obránce a reprezentant a pozdější fotbalový trenér.
 Část své hráčské kariéry strávil v klubu FC Steaua București, kde nasbíral celou řadu titulů, mj. v PMEZ 1985/86.

## Klubová kariéra
- FC Universitatea Craiova (mládežnický tým)
- FC Universitatea Craiova 1978–1980
- FC Dinamo București 1980–1982
- FC Olt Scornicești 1982–1984
- FC Steaua București 1984–1992
- Steaua Mizil 1992–1995

## Reprezentační kariéra
Reprezentoval Rumunsko.
V A-mužstvu debutoval 4. 6. 1986 v přátelském zápase v Bukurešti proti týmu Norska (výhra 3:1). Celkem odehrál v letech 1986–1989 za rumunský národní tým 15 zápasů a vstřelil 1 gól.
Nezúčastnil se žádného významného fotbalového šampionátu (mistrovství světa nebo Evropy).